# 臺東縣公共圖書館列表
臺東縣公共圖書館列表，臺東縣的公共圖書館，隸屬臺東縣政府。

## 臺東縣圖書館列表
本條目列出的是臺東縣的圖書館列表:
- 臺東縣政府文化處圖書館
- 臺東縣成功鎮立圖書館
- 臺東縣關山鎮立圖書館
- 臺東縣長濱鄉立圖書館
- 臺東縣海端鄉立圖書館
- 臺東縣蘭嶼鄉立圖書館
- 臺東縣綠島鄉立圖書館
- 臺東縣東河鄉立圖書館
- 臺東縣鹿野鄉立圖書館
- 臺東縣延平鄉立圖書館
- 臺東縣卑南鄉立圖書館
- 臺東縣金峰鄉立圖書館
- 臺東縣大武鄉立圖書館
- 臺東縣達仁鄉立圖書館
- 臺東縣池上鄉立圖書館
- 臺東縣太麻里鄉立圖書館